# Airbus
Airbus SAS[kilde mangler] er en europæisk flyproducent ejet af Airbus Group. Airbus SAS er tidligere kendt under navnet Airbus Industrie og omtales normalt som Airbus. Airbus har omkring 55.000 ansatte verden over.
Airbus begyndte som et konsortium af rumfartsfabrikanter, Airbus Industrie. Konsolidering af europæiske forsvars- og aerospace virksomheder i 1999 og 2000 tillod oprettelsen af en forenklet aktieselskab i 2001, ejet af den Europæiske Aeronautic Defence and Space Company (EADS) (80 %) og BAE Systems (20 %). Efter en langvarig salgsproces solgte BAE sin aktiepost til EADS den 13. oktober 2006.
Airbus producerer det største passagerfly i verden, Airbus A380, samt det første kommercielle fly-by-wire fly, Airbus A320.

## Historie
Airbus startede som et konsortium af europæiske flyfabrikanter kaldet Airbus Industrie med det formål at konkurrere med amerikanske flyproducenter som  Boeing, McDonnell Douglas, og Lockheed. Det bestod af Aerospatiale fra Frankrig, Deutsche Aerospace fra Tyskland (og senere CASA fra Spanien i 1971 samt British Aerospace fra England i 1979).
Et nyt stort projekt, Airbus A380, et passagerfly med 555 pladser i to etager, var årsag til, at Airbus Industrie i 2000 blev omdannet til et privat selskab.

## Civilfly
Det første Airbus fly var A300, verdens første fly med tvillingemotorer, der også havde to midtergange. Airbus A310 (en) er en kortere version af A300. Airbus lancerede A320, der er det første kommercielle fly, der bruger et digitalt fly-by-wire kontrolsystem. A318 og A319 er kortere versioner af A320, mens A321 er en længere version af A320. A320s største rival på markedet er Boeing 737-familien.
Airbus A330 og Airbus A340 er langdistance bredkroppede jetfly, der også er udstyret med winglets. Airbus A340-500 kan flyve en strækning på 16.700 km (9.000 sømil), som er den næstlængste strækning for kommercielle fly (kun overgået af Boeing 777-200LR). Alle Airbus-fly produceret efter A320 har ensartede cockpits, hvilket gør det nemmere at uddanne piloter.
Airbus stoppede med at producere A340 i 2011, fordi der ikke blev solgt nok af denne type fly i forhold til andre fly som f.eks. Boeing 777. 
Airbus A320neo er en ny type Airbusfly der erstatter A320ceo

## Flystyrt
Et militært fragtfly af typen A400M ramte kort efter at være lettet fra lufthavnen i Sevilla en el-mast og styrtede ned 9. maj 2015. Fire af besætningen blev dræbt, mens to overlevede. Ulykken skete under en test af flyet. Efterfølgende indstillede Storbritannien, Tyrkiet, Frankrig, Tyskland og Malaysia brugen af flytypen.

## Ekstern henvisning
- Airbus Industrie

- Wikimedia Commons har flere filer relateret til Airbus